# Academie der Schönemannschen Gesellschaft

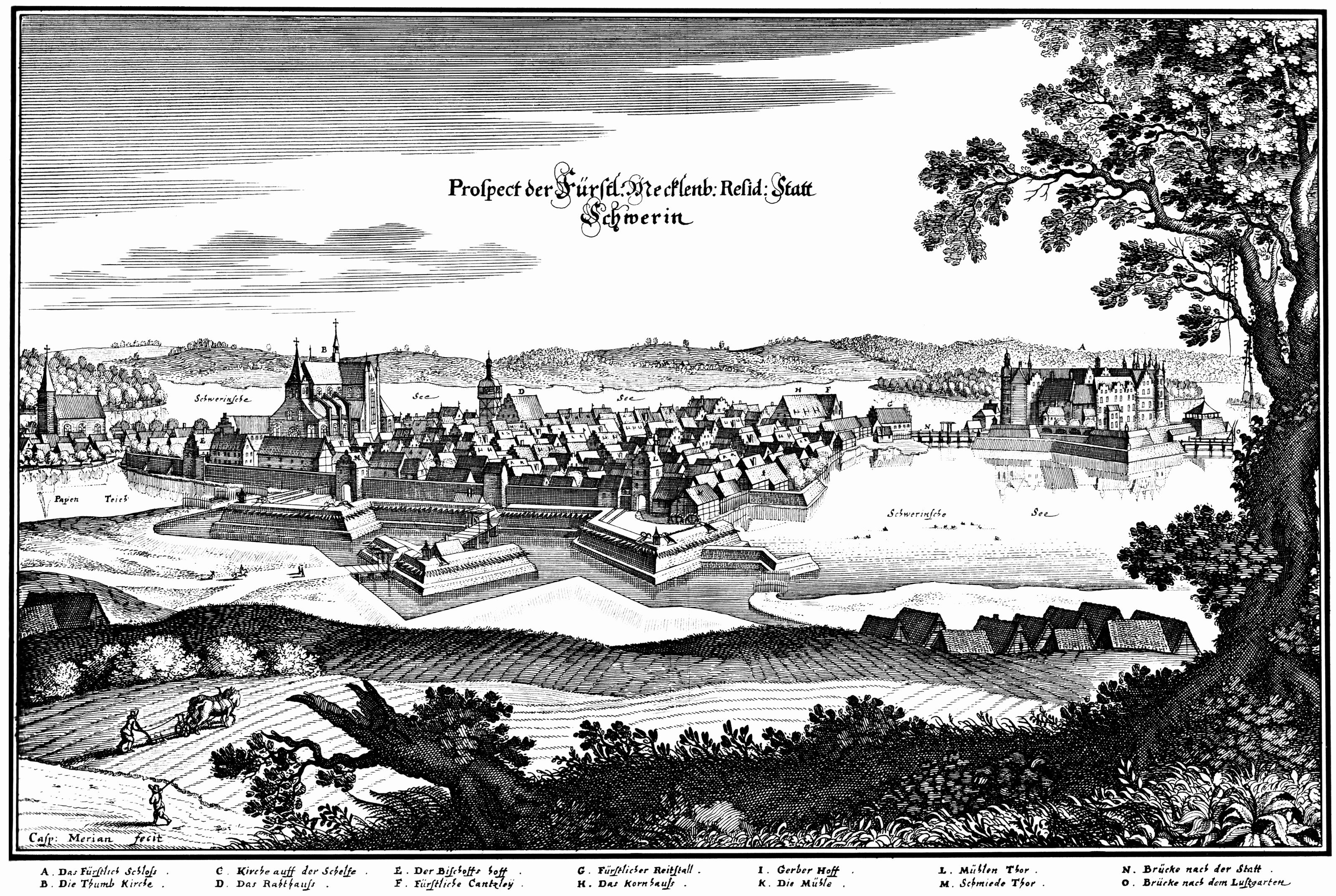
Stadtansicht von Schwerin (Kupferstich von Matthäus Merian)

Die Academie der Schönemannschen Gesellschaft war die erste Schauspielakademie Deutschlands. Sie entstand 1753 in Schwerin am Hof von Herzog Christian Ludwig II. von Mecklenburg-Schwerin. In der Literatur findet man verschiedene Bezeichnungen für die Akademie. Sie wird auch als Schönemannsche Akademie, Schönemannsche Schauspielerakademie oder Schweriner Schauspielerakademie bezeichnet.

## Vorgeschichte

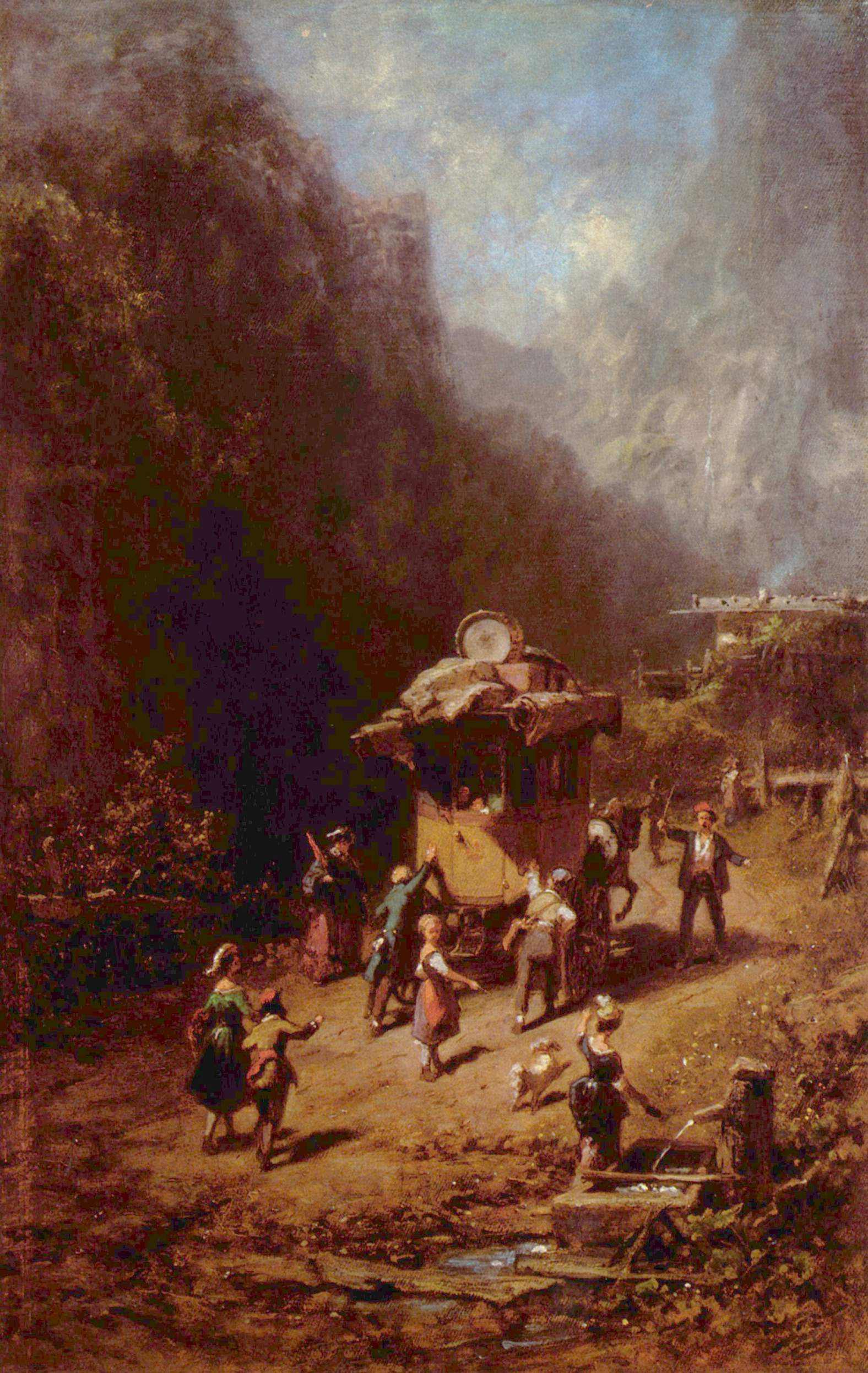
Reisende Künstlergesellschaft (Carl Spitzweg)

### Wandertruppen
Seit dem 17. Jahrhundert hatten sich in Deutschland sogenannte Wandertruppen als Gegenstück zu den Hoftheatern der Fürsten herausgebildet. Sie unterhielten das Volk mit Possen, also mit Parodien beziehungsweise Travestien von höfischen Tragödien oder Opern. Gespielt wurde unter freiem Himmel, in größeren Höfen und in umfunktionierten Sälen. Die Ensembles waren lose zusammengesetzte Theatergesellschaften, die oftmals aus arbeitslosen Handwerkern, entlaufenen Dienern, verkrachten Studenten und nur wenigen Bühneninteressenten ohne wirkliche Bühnenausbildung bestanden. Geleitet wurden sie von einem Prinzipal. Die Wandertruppen tingelten von Ort zu Ort und waren täglich auf Quartiersuche, in der Hoffnung ein Publikum zu finden, welches ihre Aufführungen zu schätzen weiß. Die soziale Stellung der Schauspieler im 18. Jahrhundert war äußerst prekär. Nur weil sie keinen festen Wohnsitz hatten und sich ihnen jeder – bis hin zu Landstreicher – anschließen konnte, erregten sie Misstrauen beim braven aufstrebenden Bürger. Sie wurden von der Gesellschaft ausgeschlossen, waren Angehörige einer sozialen Randgruppe und fielen quasi durch das Rechtssystem. Insbesondere die Kirche hatte eine kompromittierende Haltung gegenüber dem Theater im Allgemeinen und den Schauspielern im Speziellen. Im Sachsenspiegel III heißt es zur Stellung der Komödianten im 17. und 18. Jahrhundert: Die Komödianten, die gehören zu der vielschichtigen großen Gruppe der Fahrenden, unstet Lebenden, zu den Fremden, Heimatlosen, die zu allen Zeiten irgendwie verdächtig erschienen, ja vielleicht als anrüchig galten.

### Die Schönemannsche Gesellschaft in Mecklenburg-Schwerin
Nach dem Vorbild der berühmten italienischen Wanderopern entstanden auch in Deutschland Operntruppen, die auf Unternehmerbasis arbeiteten. Dazu gehören die Truppen von Johann Friedrich Schönemann (1704–1782). Die Schönemannsche Gesellschaft war in der Mitte des 18. Jahrhunderts eine der besten Theatertruppen Deutschlands. In der Gartenlaube heißt es: Mit viel Glück und Umsicht wußte Schönemann eine Anzahl talentvoller Schauspieler und Schauspielerinnen , wie z. B. Conrad Uckermann, Frau Schröder, nachher Uckermann, Frau Spiegelberg (die ehemals selbst Principalin gewesen) und deren Tochter, Uhlich und Demoiselle Rudolphi, um sich zu vereinen, die vorzüglichste Kraft aber, die er gewann, war Eckhof.
Conrad Ekhof gehörte seit 1740 der Schönemannschen Gesellschaft an. Er galt als einer der besten deutschen Schauspieler des 18. Jahrhunderts. Lessing schrieb über Ekhof: Es mag dieser Mann eine Rolle machen, welche er will, man erkennt ihn in der kleinsten noch immer für den ersten Acteur, und bedauert, auch nicht zugleich alle übrigen Rollen von ihm sehen zu können. Welcher Reichthum von malenden Gesten, durch die er allgemeinen Betrachtungen gleichsam Figur und Körper giebt und seine innersten Empfindungen in sichtbare Gegenstände verwandelt! Welcher fortreißende Ton der Ueberzeugung!
Ab 1750 wurden die Mitglieder der Schönemannschen Gesellschaft vom theaterfreundlichen Herzog Christian Ludwig II. und der Prinzessin Louise Friederike (1722–1791) nach Mecklenburg geholt. Der Theaterwissenschaftler Gerhard Piens beschreibt die historischen Umstände wie folgt:
Da Christian Ludwig zur Unterhaltung seiner Schwiegertochter, die von dem mit allen Gütern feudaler Kultur reich versehenen Stuttgarter Hof in das öde Mecklenburg gekommen war, Theater brauchte, das deutsche Theater aber das weitaus billigste war, holte er sich diejenige Schauspielergesellschaft, die damals als die beste galt, die Schönemannsche.
Neben dem regierenden Herzog und seiner Schwiegertochter Luise Friderike galt auch die Tochter des Herzogs, Ulrike Sophie, als Förderin der Künste. Sie fertigte für die Schönemannsche Truppe eine eigene Übersetzung von Philippe Néricault Destouches’ L'Ingrat (Der Undankbare).
Anfang August 1751 ernannte der Herzog die Schönemannsche Truppe zu seinen Hofkomödianten. Hiermit verbunden war ein jährlicher Zuschuss von 2000 bis 4000 Talern. Die Hofkomödianten traten in Schwerin, Rostock und Güstrow auf. Ihre Vorstellungen waren zumeist geschlossene Veranstaltungen für die Hofgesellschaft. Nur in Rostock gab es öffentliche Aufführungen.
|  |  |  |
|  |  |  |

## Die Schweriner Schauspielerakademie

### Gründung der Akademie
Theatergeschichte schrieb die Schönemannsche Gesellschaft ab dem 5. Mai 1753. An diesem Tag trafen sich die Ensemblemitglieder in Schwerin und gründeten die Academie der Schönemannschen Gesellschaft. Gerhard Piens bezeichnet die Akademie als Geburtsstunde der realistischen Methode der deutschen Schauspielkunst. Bei der ersten Zusammenkunft stellte Conrad Ekhof eine von ihm konzipierte und 24 Artikel umfassende Verfassung vor. Nominell stand Schönemann als Präsus an der Spitze der Akademie. Spiritus rector der war jedoch von Anfang an sein Stellvertreter Conrad Ekhof. Er war der damit auch der erste deutsche Schauspieler, der gleichzeitig auch als Theoretiker des tätig Theaters war. An den 14-tägigen Sitzungen der Akademie nahmen 6 Frauen und 9 Männer teil. Der wichtigste Schwerpunkt der Akademie galt der Theorie und Methode der Schauspielkunst. Es entstand zwar kein geschlossenes System der Schauspielkunst, geschweige denn des Theaters. Trotzdem wurden die Ideen der Akademie zur Legende. In die Theatergeschichtsschreibung hat sie Hans Wilhelm Bärensprung eingeführt, der 1837 wie folgt aus dem Mecklenburg Journal zitiert: So hatte Mecklenburg in der Mitte des vorigen Jahrhunderts eine Schaubühne, wie vorher Deutschland noch keine gehabt hatte.

### Inhaltliche Ausrichtung der Akademie
Die Reformer der Akademie setzten sich für eine Literarisierung des Theaters im Zuge der Nationaltheaterbewegung ein. Ihre Hoffnung war es, die Schauspielerei zu einem gesellschaftlich anerkannten Beruf emporzuheben, wozu allerdings die nötige Bildung unbedingt erforderlich sei. Von Conrad Ekhof wurde das erste Konzept einer Altersversorgung für Schauspieler entworfen.
Im Protokoll vom 2. Juni 1753 wird durch Ekhof auch die programmatische Richtung der Akademie beschrieben: „Die Schauspielkunst ist: durch Kunst der Natur nachahmen, und ihr so nahe kommen, dass Wahrscheinlichkeiten für Wahrheiten angenommen werden müssen, oder geschehene Dinge so natürlich wieder vorstellen, als wenn sie jetzt erst geschehen.“
Zentraler Artikel des Akademie-Programms ist der Artikel 15. Dort ist festgeschrieben, dass in den Sitzungen Stücklektüren und Analysen derselben vorgenommen werden. Ein besonderer Schwerpunkt lag auf der Figurenkonzeption und der Festlegung des Repertoires. Ekhof führte in diesem Zusammenhang ein, dass er die zu spielenden Stücke vorlas, damit die Schauspieler den Inhalt kennenlernen und verstehen konnten um welche Charaktere es sich handelte. Ferner sollen die Stücke allgemeiner Kritik unterzogen werden. Dabei waren alle Mitglieder zur Akzeptanz konstruktiver Kritik verpflichtet. Für das Gelingen der Aufführung machte er jeden einzelnen verantwortlich. Von den Mitgliedern verlangte er, dass sie sich eines anständigen Lebenswandels befleißigen. Die Hebung der gesellschaftlichen Stellung der Schauspieler ist Ekhof demnach ein großes Anliegen.

### Auflösung der Akademie
Die Academie der Schönemannschen Gesellschaft war jedoch zum Scheitern verurteilt. Sie bestand insgesamt nur dreizehn Monate bis zum 15. Juni 1754. Es fehlte an ausreichender finanzieller Unterstützung. Aber auch die ablehnende Haltung einiger Schauspieler zu den Ideen der Akademie führte zum Ende der Akademie. Die Reformierung des althergebrachten Bühnenlebens ging ihnen zu schnell vonstatten. Sie waren nicht bereit für die neu verfassten Reglements ihre bisherige Autonomie einzubüßen.
Im Gothaer Theaterkalender von 1779 wurden insgesamt fünf von Ekhofs Reden und die Artikel 15 bis 17 der Akademieverfassung erstmals veröffentlicht. Das war mehr als 20 Jahre nach dem Ende der Akademie und ein Jahr nach Ekhofs Tod. Reichard, der Herausgeber des Theaterkalenders, urteilte zu Recht, dass die Schauspieler-Akademie „ein Institut“ gewesen sei, „dessen Einfluss auf das ganze deutsche Schauspielwesen in der Folge vielleicht wichtiger wurde, als mancher denken wird“.

### Das Ende der Schönemannschen Gesellschaft
Nach dem Tod von Herzog Christian Ludwig II. übernahm Friedrich der Fromme 1756 die Regierung in Mecklenburg-Schwerin. Das führte auch zum Ende der Schönemannschen Gesellschaft. Johann Friedrich Schönemann trat wieder als Schauspieler auf; meist in Hamburg. Conrad Ekhof schloss sich der 1757 Schuchschen Gesellschaft in Danzig an. In den folgenden Jahren war er in Hamburg, Gotha und Weimar tätig und schrieb dort weiter Theatergeschichte. Johann Friedrich Schönemann zog sich 1757 ganz von der Bühne zurück und ließ sich in Schwerin nieder. Er starb am 16. März 1782 in Schwerin und wurde dort auch beerdigt.

### Conrad-Ekhof-Preis

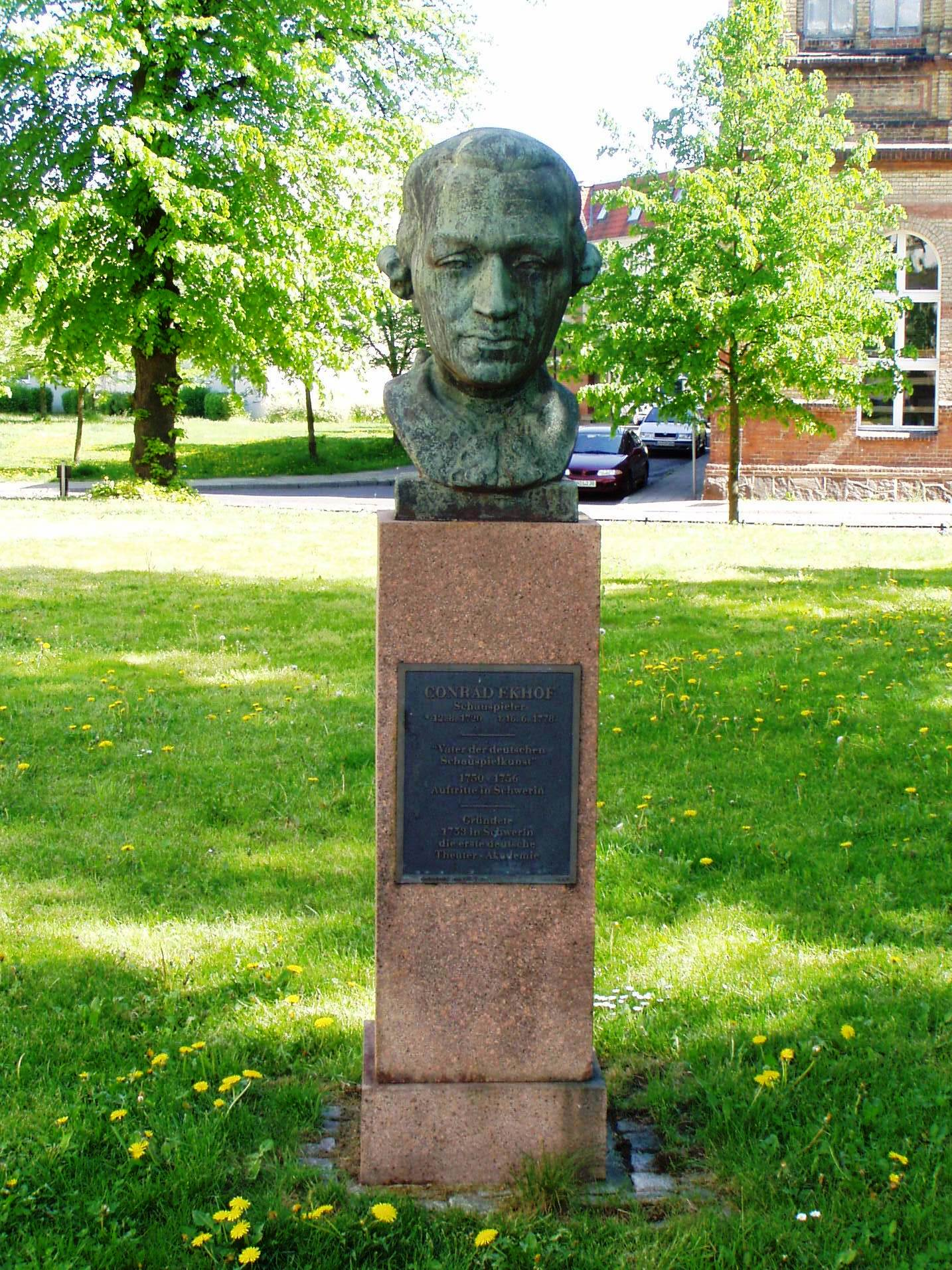
Denkmal für Conrad Ekhof am Ekhofplatz neben dem Schweriner Theater

Zu Ehren von Conrad Ekhof wird seit 1998 am Mecklenburgischen Staatstheater Schwerin jährlich der Conrad-Ekhof-Preis verliehen.

### Zitate und Anekdoten
- Keiner der Mitglieder muß, entweder im geringsten betrunken oder in andern Unordnung des Verstandes erscheinen; das erste Mal bey Strafe von vier Schilling, das andremal acht Schilling, und das drittemal nach dem Ausspruche des Präsidis, das vierte und die übrigemale aber nach der Mehrheit der Stimmen der Academie. (Protokolle der Akademie)
- Die hohen künstlerischen Anforderungen der Schönemann‘schen Truppe galten auch fürs Publikum. Schönemann war indes mit seinem Publikum nicht immer zufrieden. Schlecht weg kamen Besucher aus den Universitäten, außer dem „gelehrigen“ Publikum Leipzigs. Was ihn besonders aufbrachte, das war die Unsitte des Rauchens während der Vorstellung: dass Leute ... vor einer großen Versammlung, vor den anwesenden Frauenzimmern und vor den besten Werken des Witzes soweit sich verlieren, und in einem Schauspielhause den Tobacksrauch auf die frechste Weise um sich her aufschütten, ganze Wolken bauen und auf die Bühne jagen und die spielenden Personen darin einhüllen können?[9]